# Turiaçu (ort)
Turiaçu är en ort i Brasilien.   Den ligger i kommunen Turiaçu och delstaten Maranhão, i den nordöstra delen av landet, 1 600 km norr om huvudstaden Brasília. Turiaçu ligger 34 meter över havet och antalet invånare är 10 471.
Terrängen runt Turiaçu är mycket platt. Havet är nära Turiaçu åt nordost. Runt Turiaçu är det glesbefolkat, med 13 invånare per kvadratkilometer..
Trakten runt Turiaçu består huvudsakligen av våtmarker.